# Měřínské proboštství
Oblast Měřínska byla od druhé čtvrtiny 13. století kolonizována třebíčskými benediktiny, kteří bezprostředně po roce 1250 vystavěli v Měříně rozlehlý románský kostel. Jeho bohatě zdobený západní portál dokládá, že byl postaven stejnou stavební hutí, která budovala i opatský chrám v Třebíči.
Dne 29. května 1298 založil Václav II. v Měříně pobočné proboštství třebíčského benediktinského kláštera, určené pro probošta a šest mnichů. Prepozitura se stala střediskem statku zahrnujícího několik okolních vesnic včetně Netína, kde benediktini nechali vystavět kostel. Na sklonku 14. století, v době Moravských markraběcích válek mezi Joštem Moravským a jeho bratrem Prokopem Lucemburským, bylo proboštství zpustošeno. Jako kompenzaci udělil v roce 1402 moravský markrabě Měřínu týdenní trh. V roce 1415 pak proboštství postoupilo netínské rybníky výměnou za obec Zhoř Lackovi z Kravař.
Z proboštů je jmenován v roce 1409 Vít, 1440 Daniel, 1447 Matěj a v roce 1453 Jan. Posledním zmiňovaným měřínským proboštem byl v roce 1466 Dominik. Proboštské zboží však již od roku 1436 drželi v zástavě bratři Václav a Jiřík z Kravař. V průběhu tažení Matyáše Korvína proti Jiřímu z Poděbrad byl v roce 1468 měřínský klášter zničen a proboštství zaniklo. Na jeho existenci dodnes upomíná název "na klášteře", vztahovaný k několika domům u kostela. 